# Philipp Abresch
Philipp Abresch (* 15. Juli 1975 in Kevelaer) ist ein deutscher Journalist.

## Leben
Abresch wuchs in Wesel am Niederrhein auf und erlangte 1995 am Andreas-Vesalius-Gymnasium sein Abitur Anschließend studierte er bis Juni 2003 Politikwissenschaften an der Freien Universität Berlin und arbeitete außerdem beim Hörfunk und beim NDR-Jugendprogramm N-Joy. 1999 dokumentierte er die Lage der Kinder in Mazedonien und im Kosovo, wofür er im Kosovo Einwegkameras an die Kinder verteilte. Mit der Deutschen Gesellschaft für technische Zusammenarbeit und unter Schirmherrschaft von Yoko Ono wiederholte er das Projekt 2002. Es wurden Einwegkameras an 500 Kinder in 45 Ländern verteilt und mit den Ergebnissen der Bildband imagine, your photos will open my eyes erstellt.
Im August 2004 begann Abresch sein Volontariat beim Norddeutschen Rundfunk. Für den NDR war er in der Folgezeit im Libanon, im Irak und auf dem Balkan tätig. 2009 wurde er Korrespondent im ARD-Studio Singapur. Am 1. Februar 2011 wurde er Leiter des ARD-Studios Tokio in Japan. In dieser Funktion geriet er in den öffentlichen Fokus, als er über die Nuklearkatastrophe von Fukushima am 11. März 2011 und ihre Folgen berichtete. 2014 kehrte er als Studioleiter nach Singapur zurück, berichtete von dort aus über 13 asiatische Länder und verblieb dort bis 2017. Seit 2019 moderiert er den Podcast Weltspiegel Thema zur ARD-Sendung Weltspiegel.

## Bücher
- Deutsche Gesellschaft für technische Zusammenarbeit: imagine, your photos will open my eyes. Stekovics, Halle an der Saale 2002. Bildband (Mitarbeit)
- Anna Berkenbusch, Maren Niemeyer (Hrsg.): Ich denke oft an den Krieg. Mit anderen Augen, Kinder fotografieren den Krieg im Kosovo. Maikäferflieg e.V., Berlin 2003. Bildband (Mitarbeit)